# Гонконгская фондовая биржа

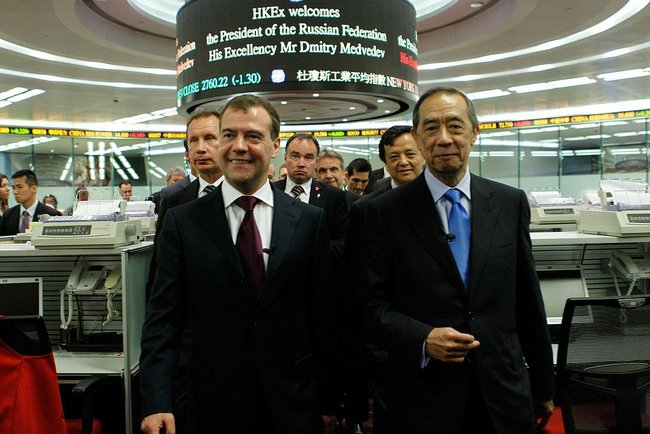
Президент Медведев на Гонконгской фондовой бирже (2011 год)

Гонконгская фондовая биржа (Hong Kong Stock Exchange) — фондовая биржа в Гонконге, входящая в холдинг Hong Kong Exchanges and Clearing. По состоянию на начало 2014 года имела капитализацию HK$22,89 трлн (US$2,96 трлн); стояла на 6-м месте в мире по капитализации обращающихся на ней компаний.
Основной индекс Hang Seng Index, являющийся средневзвешенной величиной стоимости крупнейших по капитализации акций 34 акционерных компаний Гонконга, которые составляют 65 % от общей капитализации фондовой биржи Гонконга.

## История
Рынок ценных бумаг в Гонконге можно было наблюдать и в 1866 году, но именно фондовый рынок был официально создан в 1891 году, когда была создана Ассоциация биржевых маклеров в Гонконге. Он был переименован в Гонконгскую фондовую биржу в 1914 году.
К 1972 году в Гонконге работали четыре биржи и это мешало внешнеторговой деятельности. Впоследствии были призывы к созданию единой фондовой биржи. Фондовая биржа Hong Kong Limited была зарегистрирована в 1980 году, и торги на бирже, наконец, начались 2 апреля 1986 года. С 1986 года произошел ряд важных событий: обвал рынка в 1987 году вскрыл все несовершенства на рынке и привел к призывам полной реформы гонконгской индустрии ценных бумаг. Это привело к значительным законодательным изменениям и развитию инфраструктуры в целом. В результате Комиссия по ценным бумагам и фьючерсам (SFC) была создана в 1989 году в качестве единственного законодательного регулятора рынка ценных бумаг.
Инфраструктура рынка была значительно улучшена c введением Биржей Центральной Системы Контроля и Расчетов (CCASS) в июне 1992 года и Автоматической системы согласования и исполнения заказов (AMS) в ноябре 1993 года. В соответствии с планом реформы, объявленным в марте 1999 года, биржа, Гонконгская фьючерсная биржа и их клиринговые дома объединились в новую холдинговую компанию - Hong Kong Exchanges and Clearing.
В первом полугодии 2021 года прибыль Гонконгской фондовой биржи составила 6,6 млрд гонк. долларов (около 848 млн долларов США). За этот период было проведено 47 IPO с объемом финансирования 212,96 млрд гонк. долларов, что вдвое больше по сравнению с аналогичным периодом прошлого года.

## События и происшествия
23 октября 1997 года из-за волнений, вызванных валютно-финансовым кризисом в Юго-Восточной Азии, ведущий индекс биржи упал на 10,4 %, потеряв в капитализации $29,3 млрд.
В декабре 2012 года оператор Гонконгской фондовой биржи Hong Kong Exchanges and Clearing купил Лондонскую биржу металлов.